# Багатоярусний автоматичний паркінг

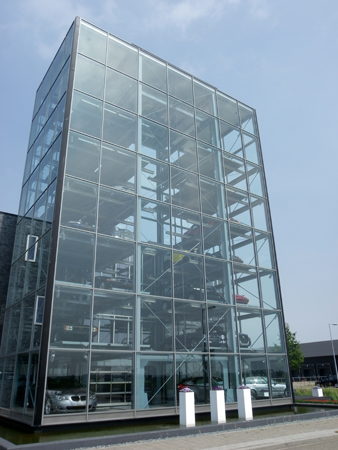
Багатоярусний Автоматичний Паркінг тип «Тауер»

Багатоярусний автоматичний паркінг (БАП) (англ. car parking system)— багаторівневий паркінг, виконаний у двох і більше рівнях металевої або бетонної конструкції або споруди, для зберігання автомобілів, в якому паркування та видача проводиться в автоматичному режимі, з використанням спеціальних механізованих пристроїв. Переміщення автомобіля усередині паркінгу відбувається з вимкненим двигуном автомобіля (без присутності людини). У порівнянні з традиційними паркінгами, БАП значно економить площу, відведену під паркування, за рахунок можливості розміщення більшої кількості машиномісць на тій же площі забудови.

## Класифікація та принцип роботи
Паркінги, в яких використовуються механізовані / роботизовані пристрої, поділяються на такі види:

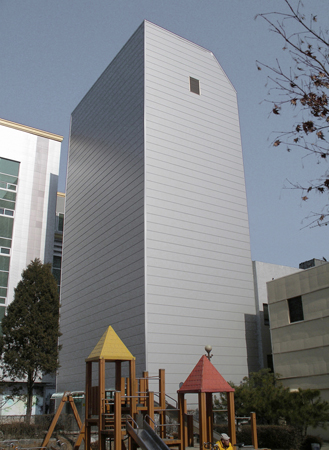
Багатоярусний Автоматичний Паркінг типу «Тауер»

1. Багатоярусні автоматичні паркінги
2. Багатоярусні напівавтоматичні (механічні / механізовані) паркінги

Визначальною відмінністю між ними є ступінь автоматизації процесу паркування / видачі, а також принцип в'їзду / виїзду автомобіля.

У багатоярусних автоматичних паркінгах паркування / видача автомобілів відбувається в повністю автоматичному режимі. Водій заїжджає в приймальний відсік паркінгу, вимикає двигун і виходить, після чого роботизовані транспортери автоматично переміщують автомобіль у приміщенні паркінгу, доставляючи його в потрібну комірку зберігання в системі паркування. 
Багатоярусні автоматичні паркінги (БАП) можуть бути:
- Баштового типу — тип «Тауер» (англ. Tower Parking — Speedy Parking) — принцип роботи заснований на русі швидкісного підйомника в башті, по обидві сторони від якого розташовані палети з автомобілями. Один із найбільш компактних паркінгів — займає площу всього трьох паркомісць (~ 50 м²), а кількість машиномісць у ньому обмежується тільки нормативною висотою забудови в даній місцевості і може доходити до 70 автомобілів.
- Конвеєрного, касетного типу — тип «Оптима» (англ. Optima Parking) — робота механізмів даної системи схожа з принципом роботи конвеєра (горизонтальне зміщення палет всього рівня), по обидві сторони якого розташовані підйомники (переміщення вертикально). Дана система парковки рекомендується для малих і середніх паркувальних площ, особливо для обмежених по ширині.
- Роботизованого типу — Тип «Шатл» (англ. Best Parking, Cart type) — принцип роботи заснований на роботі вертикально рухомих підйомниках і горизонтально пересувних роботів-транспортерів, які працюють на різних рівнях одночасно. Підходить для середніх і великих паркувальних площ.

У багатоярусних напівавтоматичних (механічних / механізованих) паркінгах водій заїжджає не в приймальний відсік, як в автоматичній системі, а безпосередньо на палету в конструкції механічного паркінгу, яка і є осередком зберігання автомобіля в системі паркінгу. Паркувальна система, переміщуючи палети з автомобілями, звільняє місце порожній палеті для паркування нового автомобіля, або транспортує певний автомобіль для видачі з паркінгу.
У залежності від варіанту переміщення палет (місць зберігання автомобілів) такі паркінги можуть бути:
- Роторного типу, карусельного типу — тип «Ротор» (англ. Rotary Parking — Family Parking) — механізм паркінгу працює за принципом великої каруселі, де логічний контролер управління самостійно вибирає оптимальний шлях доставки автомобіля, обертаючи механізм у ту чи іншу сторону.
- Пазлового типу, мозаїчного типу — тип «Пазл» (англ. Puzzle Parking — Easy Parking) — принцип роботи заснований на почерговому переміщенні палет по вертикалі і горизонталі в місце, що звільнилося (за принципом гри «П'ятнашки»)

## Переваги БАП

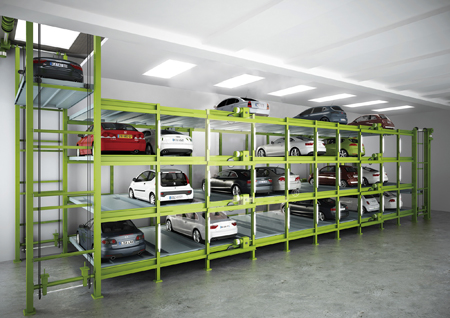
Багатоярусный Автоматичний Паркінг типу «Оптима»

- Економія площі на 35-50 % і більше, залежно від типу системи в порівнянні з традиційними паркінгами.
- Прибутковість (рентабельність) — за рахунок реалізації більшої кількості машиномісць на тій же площі забудови, в порівнянні з традиційним паркінгом.
- Безпека — виключається несанкціонований доступ до системи, відсутня необхідність самостійного переміщення в паркінгу, оскільки процес паркування / видачі відбувається в автоматичному режимі без участі водія.
- Економія часу — паркування або видача автомобіля за 50—90 секунд.
- Низьке енергоспоживання — 1 цикл (паркування + видача) ≈ 1 кВт.
- Безшумність — рівень шуму менше 30 дБ (допустимий нормативний рівень шуму 60 дБ).
- Екологічність — без шкідливих викидів та забруднень.
- Адаптація під будь-який проєкт за рахунок різноманого і багатофункціонального обладнання.

Основні показники, такі як швидкість роботи системи, рівень шуму, екологічність, вказані згідно з даними деяких з виробників. У інших виробників фактичні показники паркувальних систем можуть істотно відрізнятися.